# Jelle Wouters
Jelle Wouters (19 september 1985) is een Belgisch politicus voor CD&V.

## Levensloop
Wouters deed in 2012 mee aan de verkiezingen in Rotselaar en werd meteen verkozen in de gemeenteraad met het tweede meeste aantal voorkeurstemmen na de toenmalige burgemeester Dirk Claes. In de bestuursploeg van Rotselaar werd Wouters eerste schepen tijdens de periode 2013-2018.
In 2018 trok Wouters de lijst voor CD&V. Hij kreeg 1.986 voorkeurstemmen. Hij sloot een coalitie met N-VA en werd zo vanaf januari 2019 burgemeester van Rotselaar.
Wouters is kleinzoon van Maurice Valkenaers, ere-schepen van Rotselaar.